# Fujiedastadion
Het Fujiedastadion (Japans:藤枝総合運動公園サッカー場) is een multifunctioneel stadion in Fujieda, een stad in Japan. 
In het stadion is plaats voor 13.000 toeschouwers. Het stadion werd geopend in 2002. Het stadion wordt vooral gebruikt voor voetbalwedstrijden, de voetbalclub Fujieda MYFC maakt gebruik van dit stadion. Het werd ook gebruikt voor het Aziatisch kampioenschap voetbal onder 16 van 2004 dat van 4 tot en met 18 september in Japan werd gespeeld.